# 郭金龍

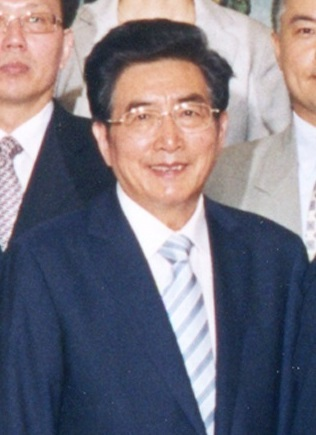
2012年

郭 金龍（かく きんりゅう、1947年7月 - 、77歳）は中華人民共和国の政治家。男性、漢族、江蘇省南京市籍。中央政治局委員、前党北京市委員会書記、第12期全国人民代表大会代表。中央精神文明建設指導委員会副主任。
前北京市人民政府市長。元北京オリンピック組織委員会執行主席、兼同組織委員会党グループ副書記。

## 学歴
- 1964年 - 1969年、南京大学本科物理学専攻音響学コース卒業 、学士

## 地方職歴
- 1970年 - 1973年、忠県人民政府水利電力局電力係幹部
- 1973年 - 1979年、忠県人民政府体育運動委員会指導員
- 1979年4月、中国共産党入党
- 1979年 - 1980年、党忠県委員会宣傳部理論教育員
- 1980年 - 1981年、忠県人民政府文教局副局長
- 1981年 - 1983年、忠県人民政府文化局局長
- 1983年 - 1985年、党忠県委員会副書記、忠県人民政府県長
- 1985年 - 1987年、党四川省委員会農村政策研究室副主任、四川省人民政府農村経済委員会副主任
- 1987年 - 1990年、党楽山市委員会副書記
- 1990年 - 1992年、党楽山市委員会書記
- 1992年 - 1993年、党四川省委員会常務委員
- 1993年 - 1993年、党四川省委員会副書記、四川省人民政府副省長
- 1993年 - 1994年、党チベット自治区委員会副書記
- 1994年 - 2000年、党チベット自治区委員会常務副書記
- 2000年 - 2004年、党チベット自治区委員会書記
- 2004年 - 2005年、党安徽省委員会書記
- 2005年 - 2007年、党安徽省委員会書記、安徽省人民代表大会常務委員会主任
- 2007年 - 2008年、党北京市委員会副書記、北京市人民政府市長代理、北京オリンピック組織委員会執行主席、同組織委員会党グループ副書記
- 2008年 - 2009年8月、党北京市委員会副書記、北京市人民政府市長、北京オリンピック組織委員会執行主席、同組織委員会党グループ副書記
- 2009年8月 - 2012年7月3日、党北京市委員会副書記、北京市人民政府市長
- 2012年7月3日 - 2012年7月25日、党北京市委員会書記、北京市人民政府市長
- 2012年7月25日 - 、党北京市委員会書記（専任）[1]
- 2017年5月 -中央精神文明建設指導委員会副主任

## 党中央職歴
- 1997年9月 - 2002年11月、党第15期中央委員会委員候補
- 2002年11月 - 2007年10月、党第16期中央委員会委員
- 2007年10月 - 2012年11月、党第17期中央委員会委員
- 2012年11月 - 、党第18期中央委員会委員、党中央政治局委員

## 全国人民代表職歴
- 2013年3月 - 、第12期全国人民代表大会代表

## 人物
- 胡錦涛前共産党総書記とは良好な関係として知られている[2]。